# Associazione Calcio Milan (Superleague Formula)
Depuis 2008 et sa création, l'AC Milan est impliqué dans une nouvelle course automobile, la Superleague Formula, championnat de monoplace. Premier club italien participant, il a été récemment rejoint par l'AS Roma dans la compétition.
Pour la saison 2010, le Milan est associé à l'écurie Atech Grand Prix et son pilote est le néerlandais Yelmer Buurman.

## Statistiques

### Légende

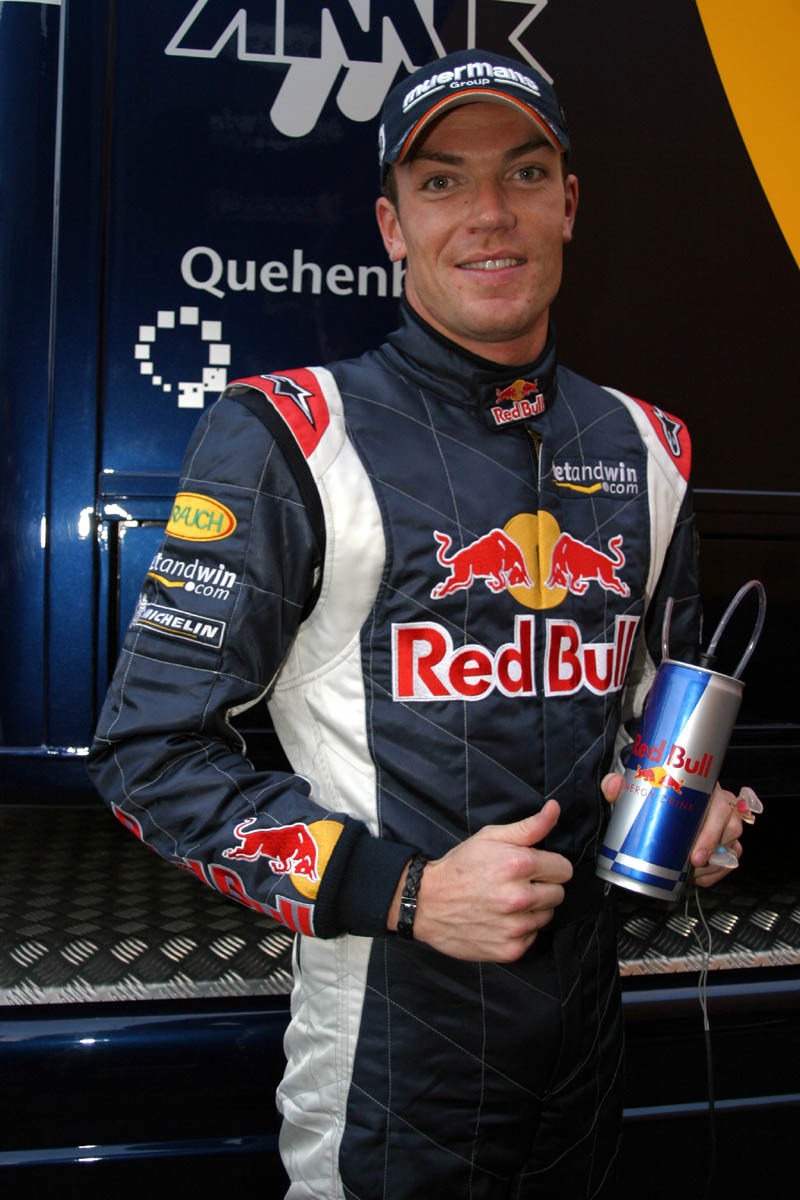
Robert Doornbos, tout premier pilote de l'écurie milanaise.

| Couleur | Resultat            |
| ------- | ------------------- |
| Or      | Vainqueur           |
| Argent  | 2e place            |
| Bronze  | 3e place            |
| Vert    | Course terminée     |
| Pourpre | Course pas terminée |
| Rouge   | Pas qualifié (X)    |
| Noir    | Disqualifié (DQ)    |
| Blanc   | Non démarré (DN)    |
| Blanc   | Course annulée (C)  |
| Vierge  | Exclu (EX)          |
| Vierge  | Retiré (WD)         |
| Gras    | Pole position       |
| Italics | Tour le plus rapide |

#### 2008
| Opérateur(s)      | Pilote(s)       | 1   | 1   | 2   | 2   | 3   | 3   | 4   | 4   | 5   | 5   | 6   | 6   | Points | Rang |
| Opérateur(s)      | Pilote(s)       | DON | DON | NÜR | NÜR | ZOL | ZOL | EST | EST | VAL | VAL | JER | JER | Points | Rang |
| ----------------- | --------------- | --- | --- | --- | --- | --- | --- | --- | --- | --- | --- | --- | --- | ------ | ---- |
| Scuderia Playteam | Robert Doornbos | 17  | DN  | 1   | 6   | 18  | 4   | 2   | 2   | 2   | 17  | 1   | 10  | 335    | 3rd  |

#### 2009

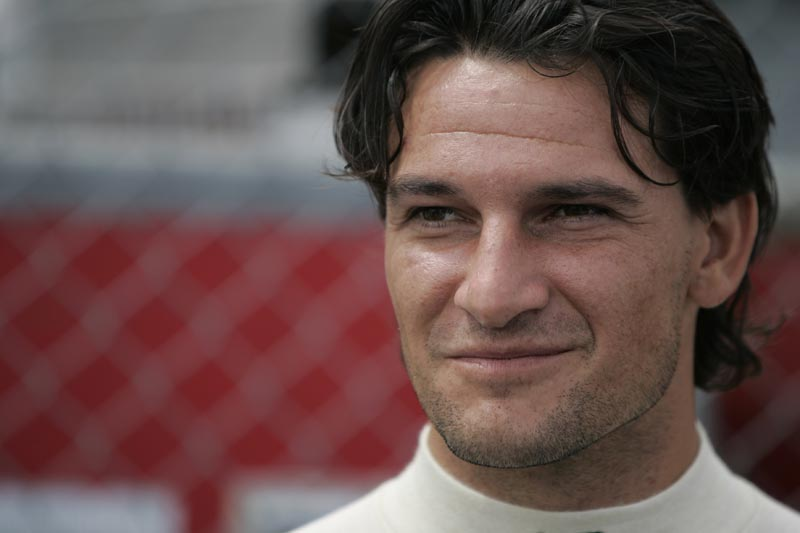
Le pilote Giorgio Pantano.

- Les résultats de la Super Final de 2009 n'incluent pas de points par rapport au championnat principal.

| Opérateur(s)      | Pilote(s)       | 1   | 1   | 1   | 2   | 2   | 2   | 3   | 3   | 3   | 4   | 4   | 4   | 5   | 5   | 5   | 6   | 6   | 6   | Points | Rang |
| Opérateur(s)      | Pilote(s)       | MAG | MAG | MAG | ZOL | ZOL | ZOL | DON | DON | DON | EST | EST | EST | MOZ | MOZ | MOZ | JAR | JAR | JAR | Points | Rang |
| ----------------- | --------------- | --- | --- | --- | --- | --- | --- | --- | --- | --- | --- | --- | --- | --- | --- | --- | --- | --- | --- | ------ | ---- |
| Azerti Motorsport | Giorgio Pantano | 12  | 1   | 2   | 5   | 11  | –   | 4   | 17  | X   | 6   | 6   | 6   | 15  | 11  | –   | 3   | 14  | X   | 286    | 7th  |

#### 2010
| Atech GP/Reid Motorsport | Yelmer Buurman | 2 | 16 | X | 5 | 7 | 3 | 1 | 7 | 1 | 2 | 10 | 3 | 1 | 8 | 3 | 4 | 5 | 5 | 4 | 12 | 4 | 11 | 4 | X | 10 | 16 | X | 6 | 7 | 4 | 7 | 3 | C | 7 | 12 | X | 631 | 5th |